# 施越华
施越华（1919年8月—2013年1月3日），祖籍浙江省萧山市坎山镇。中国中医科学院中药研究所副研究员，著名中医学家施今墨长女。

## 生平
- 1939年至1943年曾在日本学习及实习。
- 1943年至1944年，在北大医学院任助教。
- 1944年至1951年，随夫祝谌予在北平、昆明等地私人诊所工作。
- 1951年起，在云南大学、昆明医学院、北京中医研究院、北京中医学院等地担任讲师。
- 1984年1月退休。

## 家庭
- 父亲：施今墨
- 丈夫：祝谌予